# Тенис на Летњим олимпијским играма 1924.
Такмичења у тенису на Олимпијским играма 1924. у Паризу у Француској одржана су у пет дисциплина у мушкој и женској конкуренцији појединачно, паровима и мешовитим паровима.

## Освајачи медаља
| Дисциплина           | Злато                                               | Сребро                                             | Бронза                                                     |
| -------------------- | --------------------------------------------------- | -------------------------------------------------- | ---------------------------------------------------------- |
| Мушкарци појединачно | Винсент Ричардс · Сједињене Државе                  | Анри Коше · Француска                              | Умберто Де Морпурго · Италија                              |
| Мушки парови         | Френсис Хантер · Винсент Ричардс · Сједињене Државе | Жак Брињо · Анри Коше · Француска                  | Жан Боротра · Рене Лакост · Француска                      |
| Жене појединачно     | Хелен Вилс · Сједињене Државе                       | Жули Власто · Француска                            | Кетлин Макејн · Уједињено Краљевство                       |
| Женски парови        | Хејзел Вајтман · Хелен Вилс · Сједињене Државе      | Филис Ковел · Кетлин Макејн · Уједињено Краљевство | Евелин Колјер · Дороти Шеперд-Барон · Уједињено Краљевство |
| Мешовити парови      | Хејзел Вајтман · Ричард Вилијамс · Сједињене Државе | Марион Џесуп · Винсент Ричардс · Сједињене Државе  | Корнелија Боуман · Хендрик Тимер · Холандија               |

## Биланс медаља
|   | Држава               | Злато | Сребро | Бронза | Укупно |
| - | -------------------- | ----- | ------ | ------ | ------ |
| 1 | Сједињене Државе     | 5     | 1      | 0      | 6      |
| 2 | Француска            | 0     | 3      | 1      | 4      |
| 3 | Уједињено Краљевство | 0     | 1      | 2      | 3      |
| 4 | Италија              | 0     | 0      | 1      | 1      |
| 4 | Холандија            | 0     | 0      | 1      | 1      |
|   | Укупно (5)           | 5     | 5      | 5      | 15     |